# Forsby, Klippans kommun
Forsby är en tidigare småort i Västra Sönnarslövs socken i Klippans kommun. I Forsby fanns det 53 personer vid avstämningen år 2010. 2015 hade folkmängden i området minskat och småorten upplöstes.